# Clusia ellipticifolia
Clusia ellipticifolia är en tvåhjärtbladig växtart som beskrevs av J. Cuatrec.. Clusia ellipticifolia ingår i släktet Clusia och familjen Clusiaceae. Inga underarter finns listade i Catalogue of Life.